# Soraya Carioca
Soraya Carioca (Rio de Janeiro, 17 de novembro de 1979) é uma atriz pornográfica e garota de programa brasileira.
É uma das atrizes mais famosas do Brasil, conhecida pelos seus 120 cm de bumbum. Alega ter feito mais de 1 000 filmes gravados.

## Biografia

### Carreira
Soraya foi bancária e professora de português no Rio de Janeiro.
Após o término do segundo casamento, se tornou cam girl em sites americanos. Depois passou a fazer programa e, em 2005, passou a fazer filmes pornográficos.
Em 2015, participou de uma temporada do game “Na Intimidade”, programa que dá a chance para que fãs gravem uma cena com atrizes pornô nacionais.
Um dos seus filmes mais famosos é “Soraya Carioca e seu harém de 100 homens”, onde transou com 115 homens, que se inscreveram pela internet, durante seis horas e meia de gravação. Outro é "La Casa de Raquel", paródia pornô inspirado em ‘La Casa de Papel’, onde interpreta a personagem principal.

#### Prêmios
Soraya venceu o Prêmio Sexy Hot 2016 na categoria Melhor Cena de Anal, além de 3 indicações.
| Ano  | Prêmio                                           | Resultado | Filme                                |
| ---- | ------------------------------------------------ | --------- | ------------------------------------ |
| 2015 | Prêmio Sexy Hot - Melhor Cena de Sexo Anal       | Indicada  | "Amigos Íntimos"                     |
| 2016 | Prêmio Sexy Hot - Melhor Atriz Hétero            | Indicada  | "Soraya e seu harém de 100"          |
| 2016 | Prêmio Sexy Hot - Melhor Cena de Sexo Anal       | Venceu    | "Fábio Gump – O comedor da história" |
| 2016 | Prêmio Sexy Hot - Melhor Cena de Orgia/Gang Bang | Indicada  | "Soraya e seu harém de 100"          |

### Vida pessoal
Soraya teve dois casamentos heterossexuais, primeiro casamento durou quatro anos e o segundo três, e tem uma filha adotiva do penúltimo relacionamento gay.